# عمر السعيد
عمر السعيد (23 يونيو 1990 - ) هو لاعب كرة قدم مصري في مركز الهجوم.

## مسيرته الكروية

### الزمالك

#### موسم 2021-22
في 19 نوفمبر 2021، سجّل عمر السعيد، الهدف الثاني في شباك الإسماعيلي، خلال المباراة التي أقيمت بينهما على ستاد الإسماعيلية، وإنتهت بفوز الزمالك 2-0 في إطار منافسات الجولة الرابعة من مسابقة الدوري المصري الممتاز.
في 1 مايو 2022، سجّل عمر السعيد، هدف التقدم لفريقه بمرمى إيسترن كومباني في الدقيقة 40 في المباراة التي جمعت الزمالك مع إيسترن كومباني على ملعب المقاولون العرب، ضمن منافسات الجولة السابعة عشر من بطولة الدوري المصرى الممتاز.

## وصلات خارجية
- عمر السعيد على موقع قاعدة بيانات كرة القدم.إي يو (الإنجليزية)
- عمر السعيد على موقع ناشيونال فوتبول تيمز (الإنجليزية)
- عمر السعيد على موقع Soccerway.com (الإنجليزية)